# Паралельна держава
«Паралельна держава» — певна територія, населена представниками переважно однієї етнічної групи, де, конкретною військово-політичною організацією (ВПО), ведучою постійні (безперервні) й довготривалі бойові дії проти збройних сил (ЗС) країни (держави), що володіє (контролює, управляє) місцевістю, на яку претендує ВПО, створені підпільні чи напівлегальні (паралельні, альтернативні) державницькі структури, задля максимальної мобілізації всіх наявних, втім дуже обмежених економічних, демографічних, військових та політичних ресурсів з метою досягнення перемоги у внутрішньому конфлікті. При цьому законність цих державницьких структур майже не викликає сумніву в мешканців тих теренів, в межах яких діє ВПО.
На міжнародній арені ВПО — творець «паралельної держави», чи сама «паралельна держава» визнана де-факто і має щонайменше одного впливового союзника як реально існуючу країну. Отже, «паралельна держава» — не тільки підпільна тилова база антиурядових військових формувань, але й свого роду їх легітимний представник у світі. Крім того, «паралельна держава» є офіційним виразником волі широких народних мас, що бореться за національні, соціально-економічні чи політичні свободи.

## «Паралельні» й «невизнані» держави
Термін «паралельна держава» в його повному (комплексному) розумінні, практично не зустрічається в спеціальній літературі. В пострадянській історіографії рідко присутнє поняття «підпільна держава», втім повної її дефініції не наводиться. На Заході превалює словосполучення GRAY ZONES — неконтрольовані чи частково контрольовані регіони на територіях міжнародно-визнаних держав.
«Паралельні держави» слід відрізняти від формально близького. Втім кардинально протилежного поняття «невизнані держави».
Під останнім терміном слід розуміти існуюче фактично державне утворення, яке відокремилось від певної країни, в результаті радикальних політичних змін, однак світовим співтовариством нова геополітична структура не визнана (через це і походження терміна). «Невизнана держава» ні є суб'єктом міжнародного права, оскільки офіційно більшість країн світу та міжнародних організацій визнає де-юре лише ту країну, звідки відокремилась «невизнана держава».
Країна, зі складу якої вийшла «невизнана держава», використовує увесь свій зовнішньополітичний та зовнішньоекономічний потенціал, а також можливості своїх партнерів задля перешкоджанню реального виходу на світову арену «невизнаної держави». Як наслідок «невизнані держави» залишаються такими майже весь час свого існування. При цьому, уряд країни-втратника постійно готує військові операції з метою припинення існування «невизнаної держави». Через те, що в даному аспекті мова іде про зіткнення двох держав, справа ліквідації «невизнаної держави» вкрай важка. У XX столітті лише Хорватія в серпні 1995 р. самостійно знищила «невизнану державу» — Сербську Країну. Причому хорватська операція «Буря» виявилася вкрай жорстокою, супроводжувалась геноцидом проти сербів з порушенням всіх законів та звичаїв війни. Розгром відокремившийся від Заїра «невизнаної держави» Катанга у 1960—1963 рр. та від Нігерії Біафри в 1967—1970 рр. відбувся чисельним контингентом військ ООН, з вирішальною роллю авіації. В результаті «невизнана держава» насамперед стає об'єктом міжнародного права.
Таким чином, проглядаються головні відмінності «невизнаних держав» від «паралельних держав». На відміну від «невизнаних держав», розвиток котрих проходить в умовах тривалого миру, «паралельні держави» існують тільки у стані затяжної громадянської чи національно-визвольної війни. «Невизнана держава» є об'єктом міжнародного права, тоді як «паралельна держава» завжди суб'єкт світової політики. Саме ця обставина і є головною складністю у виявленні в історії того чи іншого внутрішнього конфлікту «паралельної держави».

## Історія теорії та історіографія «паралельних держав»
Не кожне повстансько-партизанське угруповання в змозі створити «паралельну державу», через титанічність зусиль необхідних для її розбудови. Не завжди в цьому існує і потреба. Вченим же, за браком об'єктивних (оригінальних) джерел, класифікувати як «паралельну державу» ту або іншу територію, підконтрольну ВПО чи ту, на яку претендують її лідери вкрай важко. Все це робить надзвичайно складним й суперечливим дослідження самої проблеми «паралельних держав».
Серед великого прошарку літератури апологетів партизанської й малої війни (герильї), питання будівництва «паралельної держави» фактично не піднімалося. Теоретиків партизанства, таких як М. С. Голіцин, Ф. К. Гершельман, В. Н. Клембовський, Г. Брудер та інших, так і безпосередніх учасників партизанських дій, наприклад Д. В. Давидова, Т. Э. Лоуренса (Аравійського), П. фон Лєтов Форбека, І. Г. Старінова цікавили насамперед різноманітні аспекти партизанської тактики та конкретні форми взаємодій партизан з регулярною армією. В результаті теорія партизанської, чи малої війни виявилась однобічною й доволі консервативною. І це не дивлячись на фактично протилежні, або кардинально відмінні один від одного погляди авторів. Такою теорія малої війни залишається й досі, навіть у спеціальній історичній літературі, присвяченій партизанству.
Концептуальні основи створення «паралельної держави» новітнього часу, в умовах внутрішнього конфлікту, вперше сформулювали в своїх працях радянські військові спеціалісти П. Каратигін й М. Дробов. І хоча вони здебільшого залишились на консервативних позиціях своїх попередників, деякі постулати П. Каратигіна й М. Дробова виявились фактично революційними.
Комбріг Червоної Армії П. Каратигін в своїй книзі «Партизанство. Початковий досвід тактичного дослідження» виданій у Харкові у 1924 р., на відміну від інших фахівців спробував поглянути на партизанський рух як такий. Згідно з П. Каратигіним, партизанство по причинах виникнення є незалежним військово-політичним явищем. В його основі покладено прагнення широких верств населення («нації», «групи поневолених класів») вести боротьбу власними силами з ворогом в умовах відсутності регулярної армії. Форми цієї боротьби настільки різні, наскільки різноманітна існуюча ситуація. Причому, на всіх стадіях розвитку, партизанський рух є самодостатнім. А раз так, то поступово, партизанство спроможне прийняти характер операцій регулярних ЗС. Таке можливо виключно в разі наявності міцного тилу. Те, що створити його партизани спроможні, доводив досвід громадянської війни та інтервенції в СРСР 1917—1924 рр..
М. Дробов не тільки розвинув теорію П. Каратигіна, але й довів необхідність створення партизанського тилу, в тому числі напередодні війни. Ретельно проаналізувавши досвіт як червоного, так і білого партизанства часів громадянської війни й інтервенції в СРСР 1917—1922 рр., М. Дробов виявів спроможність партизан створювати регулярні військові формування кількох категорій та спрямованості. Дії цих формувань можуть поширюватись не лише на територію так або інакше контрольовану партизанами, але й на територію повністю контрольовану супротивником. На підставі вивчення стратегії марокканських повстанців Абдель-Керіма періоду війни Республіки Ріф за незалежність в 1924—1927 рр., М. Дробов вважав, що непрямі дії арабів (згідно з терміном Б. Ліддел-Гарта) мали за мету не стільки завдати шкоди супротивнику, скільки організувати нові центри спротиву й встановлення зовнішніх зв'язків.
Наприкінці 1930 — 1940-х рр. в своїх творах з воєнних питань Мао Цзедун суттєво удосконалив концепцію партизанської війни та обґрунтував концепцію партизанського тилу, що є основою створення держави у підпіллі — («паралельної держави»). Згідно з його міркуваннями, успіх у внутрішньодержавному конфлікті визначається партизанською боротьбою, яка ніколи не припинялась. Тому перемогу в ній отримає лише та сторона, у бійців якої сильніший моральний дух й надійніший тил.
Партизанська війна, по Мао Цзедуну, в своєму розвитку проходить три стадії: стратегічна оборона, стратегічна рівновага (паритет) та стратегічний наступ. В перших двох стадіях партизанські формування ведуть війну на виснаження супротивника, а в третій на його знищення. Успіх дій партизан визначається використанням всіх форм збройної боротьби, в тому числі і регулярних. Головним аспектом, який визначав позитивний результат партизанської боротьби є концентрація сил та їх ретельна підготовка. Досягти цього можна виключно завдяки створенню надійної тилової бази в сільській місцевості, де є можливість отримати підтримку з боку широких народних мас. Причому, як вважав Мао Цзедун, підтримка партизан з боку населення прямо пропорційна часу протікання внутрішньодержавного конфлікту. Однак лише тоді, коли політичне керівництво партизанського руху проводить серед населення аграрну реформу і культурну революцію.
Практичне втілення напрацювання Мао Цзедуна знайшли в створенні та активній розбудові так званих «особливих, радянських», чи «звільнених районів» на теренах Китаю. Ці напівлегальні адміністративно-територіальні структури стали тиловою базою китайської Червоної армії (з 1946 р. — Народно-визвольної армії Китаю) під час громадянських війн 1927—1937 рр., 1946—1949 рр. та антияпонської війни 1937—1945 рр. Після здобуття китайськими комуністами влади в масштабах всієї країни 1 жовтня 1949 р., апробовані в радянських районах державницькі елементи були поширені на всю Китайську Народну Республіку. Втім «радянські райони Китаю» «паралельною державою» не стали. Вони були локальними військово-адміністративними об'єднаннями під політичним та економічним керівництвом Компартії Китаю, не визнаними, навіть формально, жодною державою світу.
Подальша розробка теоретичних засад «паралельної держави» належить Ернесто Чє Геварі. Ним, в книзі «Партизанська війна», виведена концепція революційної партизанської боротьби, в тому числі в розвинутих країнах. Аргентинський інтернаціоналіст вважав партизанську війну найбільш ефективною формою боротьби народних мас, в особах найбільш поміркованих їх представників за соціально-економічні й політичні свободи. Тобто Че Гевара зміг органічно поєднати народну, соціалістичну революцію з партизанською війною. Проте, на відміну від Мао Цзедуна, Е. Че Гевара розробив не стільки стратегічні, скільки прикладні, тактичні аспекти партизанської війни, як тривалої форми революційної боротьби.
Більшість напрацювань відомого революціонера не застаріла і досі. Його ідеї і зараз вважаються універсальними, по відношенню до будь-якої політичної ситуації в будь-який країні. Тому сучасні автори удосконалюють концепцію Че Гевари, вже по відношенню до реалій сьогодення, не зважаючи на низьку притаманних їй недоліків. Основним з них слід вважати те, що теорія партизанського тилу в роботах Че Гевари та його послідовників, представлена не достатньо.
Ернесто Че Гевара виходив з досвіду революційної війни на Кубі 1956—1959 рр., яка виявилась обмеженим та швидкоплинним конфліктом. В ньому стадія стратегічної рівноваги фактично була відсутня і повстанська армія відразу ж від оборони перейшла у стратегічний наступ. В цих умовах, у створені дійсно «паралельної держави» потреби не існувало. Повстанська армія на чолі з Фіделєм Кастро мала широку підтримку з боку народних мас. Саме це і стало головною причиною її перемоги.
Аналогічна ситуація склалась в Нікарагуа у 1976—1979 рр. Партизанська війна, що вів Сандиністський Фронт Національного Визволення була фактично народною революцією. Наслідком її стало повалення проамериканського режиму А. Самоси та прихід до влади лідерів фронту. Таким чином, партизанські війни на Кубі та в Нікарагуа виявились елементами народних революцій, для виникнення яких існували всі необхідні умови. Лідерами партизанських структур були представники передової інтелігенції, які змогли здобути і надійно утримати владу. Однак такі ситуації зустрічались в історії не часто. Тому партизанські виступи в країнах Латинської Америки, що базувались виключно на прикладному аспекті концепції Че Гевари і не враховували момент виникнення революційної ситуації в суспільстві, у 1960-1970-х рр. провалились.
В умовах «холодної війни», ВПО країн Азії та Африці у своїй боротьбі орієнтувались на СРСР та інші соціалістичні країни. Марксизм для багатьох ВПО країн «третього світу» став ідеологічним підґрунтям політичних дій. Тому, більшість ВПО національно-визвольної та прокомуністичної спрямованості, отримували моральну та, головне, матеріальну підтримку з боку соціалістичного табору. В результаті, саме соціалістичні країни де-факто почали представляти інтереси ВПО на світовій арені, а не самих конфліктногенних територіях розпочався процес масової підготовки збройних формувань. Тобто створювалась тилова база ВПО, як на території колоній, так і на теренах сусідніх незалежних держав. Дещо пізніше, країни Заходу почали підтримувати антиурядові рухи в країнах прорадянської орієнтації, лобіюючи їх інтереси. В результаті, ВПО виявились представленими на міжнародній арені. Щоправда, їм відводилась роль інструмента регіональної політики великих держав.
Яскравим прикладом вищезазначеного стали дії Фронту Національного Визволення Алжиру (ФНВА), під час боротьби за незалежність від Франції у 1954—1962 рр. Тилові структури Алжирської Армії Національного Визволення були створені в 1956—1958 рр. на території вже незалежних Марокко та Тунісу. Сам же Алжир був поділений на відповідні округи, зони та райони, в яких концентрувались повстанські сили і проходили військові операції. Підтримку алжирським повстанцям надавали соціалістичні країни, через «прогресивні» режими Північної Африки.
Під час війни в Алжирі концепція «паралельної держави» була апробована в умовах існування тилових баз ВПО на території інших держав. Сам факт наявності баз ФНВА в Марокко і Тунісі став козирем з боку СРСР та США в тиску на Францію, правда ще не досить вагомим. Головним чином через те, що ФНВА сприймався в світі як ВПО. Тому, тил алжирських повстанців «паралельною державою» був де-факто, але не де-юре.
В той же період на теренах Єгипту та Йорданії, з 1949 р. існували палестинські державницькі структури, про які заявлялося офіційно. Втім, назвати їх «паралельною державою» палестинського народу не можна з трьох причин. По-перше, влада палестинських лідерів були номінальною. По-друге, палестинці мали власні регулярні збройні формування, однак всі вони входили до складу армії Єгипту. Розгром 20-ї палестинської піхотної дивізії в секторі Газа 6-7 червня 1967 р. ізраїльськими підрозділами, підтверджує зазначену тезу. По-третє, палестинці цілком залежали від держав, що надали їм притулок. Завдяки цьому, палестинці використовувались урядами арабських країн у власних інтересах, що доводить в своїй праці Ш. Кац. Навіть в йордано-палестинському конфлікті (вересень 1970 р.), палестинці виступили проводарями сирійської зовнішньої політики. Лише осівши на ліванській території після цього конфлікту, палестинці змогли створити власну «паралельну державу».
Концептуально-теоретичні розробки П. Каратигіна, М. Дробова, Мао Цзедуна й частково Е. Че Гевари доводять одночасно важливість та складність розбудови реальної «паралельної держави». Історичні приклади лише підтверджують це.

## «Паралельні держави» 1960-1990-х рр
Для реального виникнення «паралельної держави» необхідний збіг значної кількості об'єктивних умов. Насамперед, це:
- тривалість і перманентність збройного, як правило внутрішньодержавного конфлікту;
- практично повна підтримка ВПО з боку місцевого населення, що поділяє програмні цілі цієї організації;
- ліквідація протиріч (хоча б на час визвольної боротьби) між всіма політичними силами та військово-політичними організаціями країни та їх об'єднання або в єдину організацію, або координація їх дій з єдиного центру (представницького органу).
- Наявність постійно існуючих визволених районів, на яких створюються органи влади ВПО-створювача «паралельної держави». Причому терени таких районів можуть і змінюватись, втім їх ядро залишається постійно;
- Створення на теренах визвольних районів відповідної адміністративної, соціально-економічної, військово-політичної та культурної інфраструктури (відповідно і існування конкретної і чіткої внутрішньої політики, причому завжди в умовах війни, що продовжується фактично);
- Створення офіційного (повноцінного) центру «паралельної держави» — її столиці.
- Вироблення динамічної символіки «паралельної держави», з елементами, які існують під час довготривалого перманентного конфлікту і змінюються (трансформуються) в разі здобуття «паралельною державою» перемоги;
- зацікавленість в перемозі «паралельної держави» уряду мінімум однієї країни світу, що не претендує на підпорядкування собі майбутньої держави тощо;
- де-факто визнання «паралельної держави» урядом мінімум однієї офіційної країни світу, який протягом усього довготривалого конфлікту надає їй відповідну підтримку дипломатичну, військово-технічну та економічну.
- Головним морально-психологічним атрибутом створення та існування «паралельної держави», як суттєвого, чи навіть вирішального фактору перемоги у довго тривалому конфлікті відповідної ВПО, є розуміння її лідерами факту того, що перманентний конфлікт з державою (державами) — поневолючами, полягає не тільки в збройній боротьбі, скільки в діях по всім напрямам в середині території, на яку претендує та або інша ВПО. Більше того, весь час існування «паралельної держави» стан постійної війни (і політично і морально-психологічно) або продовжується де-факто, або штучно підтримується урядом «паралельної держави» на дуже високому ріні напруги де-юре, з усіма наслідками, що витікають з цього. А це і економічні, культурні й політичні завдання, як в середині власної країни, так і на міжнародній арені, які виконуються як заходи воєнного часу.

Як наслідок, за для досягнення цього керманичам ВПО вкрай потрібно послідовно і успішно виконати низьку першочергових завдань. Серед них можуть бути проведення прогресивних соціально-економічних заходів на контрольованій антиурядовими формуваннями території, створення регулярних збройних підрозділів, спроможних на рівних вести війну зі ЗС країни-поневолювача тощо. Всі ці заходи не можуть бути тимчасовими. Вони розраховані на перспективу, а раз так, то проводяться згідно з розробленим стратегічним планом, причому його положення широковідомі. Позиція ж керівництва ВПО — створювача «паралельної держави» завжди повинна бути принциповою та стійкою через що вона отримує без заперечливу підтримку місцевого населення та постійне виправдання з боку держав, які «паралельну державу» визнали де-факто.
З цього (далеко не повного переліку) витікає те, що не кожна військово-політична організація здатна створити «паралельну державу». Так при більшості наявних елементів, різноманітні курдські організації так і не створили реальної паралельної держави. Дійсно, вони контролювали і дуже довгий час значні терени в Іраку, Ірані та Туреччині. На них була створена відповідна інфраструктура. Однак, навіть між собою згоди курдські військово-політичні організації не знайшли, що дозволило урядам вказаних держав, а також Сирії і навіть СРСР та США діяти окремо чи спільно проти курдів, час від часу змінюючи як свою позицію, так і характер, напрям та ефективність дій. В результаті Курдистан залишився і досі залишається лише географічною й політичною назвою, а ніяк не геополітичною і військово-стратегічною реалією.
Вперше, в системі міжнародних відносин феномен «паралельної держави» проявився за часів В'єтнамської війни (1959—1975 рр.). Взявши на озброєння концепцію Мао Цзедуна по веденню тривалої партизанської війни, в'єтнамські комуністи у 1955 р. створили південніше 17-ї паралелі Республіку Південний В'єтнам (РПВ). Її можна цілком справедливо назвати першою «паралельною державою» новітнього часу, з майже усіма притаманними їй елементами.
РПВ виникла внаслідок діяльності Народного Фронту Визволення Південного В'єтнаму. Мета — об'єднання з Демократичною Республікою В'єтнам (ДРВ) в єдину державу шляхом збройної боротьби та ліквідацію проамериканського уряду. Офіційно зазначеною столицею РПВ стало місто Сайгон. Збройні сили РПВ включали в себе регулярний елемент — Народні ЗС визволення Південного В'єтнаму та іррегулярні загони місцевої оборони. В основу їх будівництва було покладено принцип «всебічного озброєння народу». Уряд РПВ контролював практично всю сільську місцевість країни, а тилові бази ЗС РПВ знаходились також в Лаосі. Це дозволило проводити широку ідеологічну кампанію серед народних мас, які здебільшого боролись з проамериканським режимом, навіть в разі переходу частини території РПВ під його владу. РПВ очолив Нгуен Хиу Тхо, організованої опозиції якому не існувало. Політичну та військово-економічну підтримку РПВ надавали ДРВ, СРСР, КНР та інші соціалістичні країни. Перші дві країни представляли РПВ і на міжнародному рівні. РПВ закінчила своє існування 2 липня 1976 р. після об'єднання з ДРВ у єдину Соціалістичну Республіку В'єтнам.
В 1965 — на початку 1980-х рр. виникло більшість відомих «паралельних держав». Пов'язано це, насамперед з фактичним завершенням процесу деколонізації. За його результатами відбувся перерозподіл влади в колоніях, що залишились. Так, колишню англійську колонію Південну Родезію в 1969 р. очолив білий уряд Яна Сміта, проголосивши незалежність країни. Колонія Іспанії Західна Сахара в 1976 р. була розділена між Марокко та Мавританією. Як наслідок, ВПО цих територій вимушені були боротися проти нових поневолювачів. В країнах, що позбулися колоніальної залежності владу захопили представники лише однієї ВПО. Вони відразу ж почали проводити прорадянську політику. Це не влаштовувало представників інших ВПО, які не увійшли в правлячи структури нових держав і тому знов почали збройну боротьбу. В результаті, в незалежних країнах Азії та Африки, що зазнали політичних змін, почалися громадянські війни.
Аналогічні процеси відбувались і в Латинській Америці, де суттєвий поштовх до нового етапу партизанських війн дала революція 1979 р. в Нікарагуа. В країнах, опозиційно настроєні до офіційної влади політичні партії, створивши власні ВПО, почали збройну боротьбу саме за владу. Втім, зразком для антиурядових рухів латиноамериканського континенту були не стільки повстанці Куби й Нікарагуа, скільки партизани Революційних збройних сил Колумбії (РЗСК), які в 1965 р. офіційно створили фактично партизанську державу — «паралельну державу» в межах міжнародно-визнаній колумбійській державі.
В 1960—1964 рр. в Колумбійських Кордильєрах марксистські повстанці та їх прихильники змогли створити революційну тилову базу — Маркіталію. Причому це була їх третя спроба, починаючи з 1950 р. І тому ідеологічний вплив колумбійських герільяс мав загальноколумбійський характер.
Під керівництвом Мануеля Маруланди Велеса, партизани Маркіталії, чисельністю до 100 бійців, спираючись на свій тил, почали активні дії проти урядових військ. Їх операції поширювались на декілька департаментів країни і були вкрай успішними настільки, що під загрозою падіння опинився уряд президента Гільєрмо Леона Віленсії. Головна причина цього — всебічна підтримка партизан селянами та мешканцями міст, в тому числі й столиці Колумбії — Боготи. Виникло положення, аналогічне завершальному етапу партизанської війни на Кубі.
В цих умовах, колумбійський уряд, при повній підтримці з боку США (операція «Маркеталія» загальної програми «Операції безпеки в Латинській Америці») кинув проти Маркіталії 16-тисячну озброєну до зубів армію. За три тижня безперервних боїв (27 травня — 15 червня 1964 р.) вона була розбита загоном із 48 (сорока восьми) партизанів.
Наслідком цього стала політична криза в країні, чим скористались партизани, підрозділи яких не тільки оформилися у ВПО Революційні збройні сили Колумбії, але й створили нові тилові бази майже на половині території Колумбії. Оскільки територія підконтрольна РЗСК де-факто була визнана колумбійським урядом з 1965 р., а де-юре в 1984 р. (угода «Ля-Урібе» ухвалена урядом президента Бетанкуро і формально визнана США передбачала припинення воєнних дій на умовах, що влаштовують партизан і перехід РЗСК до легальної політичної боротьби через створений цією організацією патріотичний союз), то можна говорити про реальне оформлення «паралельної держави» колумбійських партизан.
Саме по прикладу РЗСК, в жовтні 1980 р. аналогічним чином остаточно оформився Фронт Національного Визволення імені Фарабундо Марті в Сальвадорі, а в 1982 р. — Гватемальська Народна Революційна Єдність. Таким чином можна говорити про особливий характер створення «паралельних держав» в Латинській Америці. Причому, ставлячи за мету перемогу народної, соціалістичної революції, проводарями в життя котрої і були ВПО Сальвадору і Гватемали, їх лідери не виключали можливості завершення конфлікту політично, на підставі угод рівноцінних «Ля-Урібе». В результаті саме так і вийшло — в 1990 р. в Сальвадорі, а в 1996 р. в Гватемалі. Хоча в усіх випадках повстанці зберігали свій військовий потенціал. І якщо в Сальвадорі, і в Гватемалі потреби у відновленні бойових дій не виникло, то партизани Колумбії, ще щонайменше двічі вимушені були братися за зброю.
Після закінчення в 1975 р. війни у В'єтнамі, здобуття незалежності більшості африканських країн та перемоги нікарагуанської революції, СРСР в умовах кризи «холодної війни» 1970-х рр., отримав нові зовнішньополітичні козирі в здійсненні своєї регіональної політики в Азії, Африці та Латинській Америці. Намагаючись зміцнити та розширити свою сферу впливу на цих континентах, Радянській Союз безпосередньо чи через своїх сателітів надавав значну матеріальну підтримку країнам так званої соціалістичної орієнтації та прокомуністичним ВПО.
Зашкодити цьому намагались США шляхом надання відповідної матеріальної та політичної допомоги тим країнам та ВПО, які були налаштовані антирадянські. В результаті, саме в 1975—1991 рр. процес мілітаризації країн афро-азійського та латиноамериканського регіонів досяг свого апогею. Наслідком цього стала поява воєнних конфліктів, що проходили поза глобальним протистоянням двох наддержав.
Крім того, з середини 1970-х рр. СРСР вже не вважався єдиним, офіційно визнаним в світі лідером соціалістичних країн. На політичну арену «третього світу», як самостійна сила вийшла Китайська Народна Республіка, керманичі котрої претендували на ідеологічне панування в афро-азійському та латиноамериканському регіонах. Проте на відміну від СРСР та США, КНР не мала значних можливостей матеріальної допомоги своїх союзників. Втім політичну підтримку на міжнародному рівні, особливо ВПО, КНР надавати була спроможна.
Умовно можна виділити три етапи розвитку «паралельних держав». Перший етап — 1960-ті — 1975 р. — етап створення елементів «паралельних держав» в умовах запеклого протистояння СРСР та США на глобальному та регіональних рівнях. В цей період виникає дві перші «паралельних держави» — в Алжирі та у південному В'єтнамі. Другий етап припав на 1975—1991 рр. — час активного створення, розвитку та діяльності «паралельних держав». Саме в цей період виникає найбільша їх кількість — 10. Ними стали слідуючи: в Азії — Палестинська держава в Лівані (виникла в першій половині 1970-х рр. під егідою Організації Визволення Палестини (ОВП), внаслідок перебазування палестинських формувань в Ліван з території Йорданії після конфлікту 1970 р.); Пандшерська держава Ахмад-Шаха Масуда (виникла приблизно на початку 1980-х рр. в Пандшерській долині в Афганістані, під егідою Ісламської спільноти Афганістану як тилова база афганських моджахедів); Соціалістична держава тамілів (Таміл-Ілам) в Шрі-Ланці (створена на початку 1980-х рр., організації Тигри Визволення Таміл Іламу (ТВТІ) як тилова база тамільських сепаратистів); держава «Червоних Кхмерів» в Камбоджі («Народно-демократична Кампучія») (оформилася в першій половині 1979 р. під проводом Кхмерського Народного національно-визвольного фронту).
В Африці — Сахарська Арабська Демократична Республіка (виникла в 1976 р. під егідою Народного Фронту Визволення Сєгієт-ель-Хамра і Ріо-де-Оро (ПОЛІСАРІО)); Вільна земля Ангола (виникла в 1976 р. під егідою Національного союзу за повну незалежність Анголи (УНІТА)), Еритрея (Соціалістична Еритрея) (виникла в 1965—1974 рр. під егідою Фронту національного Визволення Еритреї (ФНВЕ), остаточно оформилася в 1978 р.).
В Латинській Америці — «паралельні держави»: Маркіталія (колумбійських партизан (виникла в 1965 р, офіційно визнана на міжнародній арені та організаційно оформлена в 1984 р. під егідою РЗСК — Армії народу), сальвадорських партизан (з 1980 р. — під егідою Фронту Національного Визволення імені Фарабундо Марті) та гватемальських партизан (створювалась з 1960 р., офіційно оформлена в 1982 р. — під егідою Гватемальської Національно-Революційної Єдності).
Третій етап — з 1992 р. до сьогодення — період розвитку «паралельних держав» в умовах багатополярного світу, припинення існування кількох з них по суб'єктивним та політичним причинам й загибель першої з них — Соціалістичної республіки Таміл-Ілам у 2009 р.
Через брак джерел, відновити всю історію створення та розвитку більшості «паралельних держав» на сьогодні не остаточно можливо.

## Елементи і спрямованість організації «паралельних держав»
«Паралельні держави» створювали виключно ВПО. Можна говорити про два варіанти виникнення «паралельної держави».
В першому її структури (виключно підпільні) розбудовувались з нуля під час внутрішньодержавного конфлікту. Цей процес проходив як на етапі стратегічної оборони (Еритрея у 1965—1978 рр., Гватемала у 1960—1982 рр.), так і на стадії стратегічної рівноваги (Палестинська держава в Лівані в 1970—1976 рр., Вільна земля Анголи в 1975—1976 рр., САДР в середині 1970-х рр., Пандшерська держава Ахмад-Шаха Масуда в Афганістані, Таміл-Ілам на Шрі-Ланці в 1983—1985 рр. та держави сальвадорських і колумбійських партизан). В другому варіанті «паралельна держава» створювалась унаслідок переходу колишніх державних структур на нелегальне положення («Червоні кхмери» в Камбоджі на чолі з Пол Потом в першій половині 1979 р.).
«Паралельні держави» виникали тільки напередодні чи в період внутрішнього конфлікту. Втім, можливість її створити існує не завжди. Цьому процесу перешкоджає успішний для партизан розвиток внутрішніх конфліктів, відсутність підтримки з боку населення, ідеологічні та суб'єктивні позиції лідерів різних ВПО. Так, об'єднання в єдину військово-політичну структуру Африканського національного союзу Зімбабве (ЗАНУ) і Союзу африканського народу (ЗАПУ) в Південній Родезії у 1974 р., в єдину ВПО ЗАНУ-ЗАПУ на чолі з Робертом Мугабе призвело до переходу повстанців у стратегічний наступ. Результатом цього стала їх перемога в 1980 р..
Комуністична партія Перу — «Сендеро Луміносо» у 1976—1983 рр. готувала базу не тільки для партизанської війни, але і для створення суцільної «паралельної держави». Її лідером, Абімаєлем Гусманом, була розроблена навіть відповідна теорія. Втім широкої підтримки з боку народних мас через одіозну і вкрай жорстоку політику сендеристів ця ВПО не отримала. В результаті, «Сендеро Луміносо» не вийшла зі стадії стратегічної оборони.
Лише найпотужніші з діючих в конкретному внутрішньому конфлікті ВПО спроможні створити «паралельну державу». Причому саме ця ВПО часто виступає як організатор інших ВПО в єдину політичну чи військову структуру, хоча відбувається таке не завжди. Так, в Афганістані й Колумбії різноманітні збройні організації, внаслідок курсу своїх лідерів на об'єднання з ВПО Масуда та РЗСК відповідно, не пішли. Єдиним результатом консультацій між проводарями ВПО цих країн стала тимчасова взаємодія. В Колумбії, для координації спільних дій був створений у 1989 р. Національний координаційний комітет ім. Симона Болівара. Між тим, об'єднання різних ВПО в одну структуру виявилось першим кроком на шляху створення «паралельної держави» у Сальвадорі, Гватемалі, Західній Сахарі, Еритреї, на Шрі-Ланці.
Територіально «паралельна держава» могла знаходитись на етнічній чи національній території власного народу. Могла бути розташована і на теренах інших держав. Так «паралельні держави» створені ВПО Колумбії, Сальвадору, Гватемали, Анголи, Еритреї, Афганістану, Шрі-Ланки та Камбоджі будувались на «своїх» землях. Палестинська держава з 1970 р. існувала в Лівані. Втім, після ізраїльської агресії 1982—1983 рр. її керівні органи перебазувались в Туніс. Держава західних сахарців з 1976 р. існує поблизу міста Тінденфу в Алжирі.
Всі паралельні держави створювались для здійснення певної мети. За її характером «паралельні держави» можна назвати юніоністськими (РПВ — фактично єдина держава такого роду); сепаратистськими (Соціалістична Еритрея в Ефіопії та Соціалістична республіка Таміл-Ілам на Шрі-Ланці); національно-визвольними (Сахарська Арабська Демократична Республіка). Найбільш поширену групу «паралельних держав» складають ті, що створювались як тилова база ВПО в її боротьбі за владу. До таких можна віднести Вільну землю Анголи, Пандшерську державу Ахмад-Шаха Масуда в Афганістані, «Народно-демократичну Кампучію» Пол Пота та «паралельні держави» Колумбії, Гватемали й Сальвадору.
По ідеологічній спрямованості у 1970 — на початку 1990-х рр. «паралельні держави» проголошувались соціалістичними (в Колумбії, Сальвадорі, Гватемалі, Західній Сахарі, Еритреї, Шрі-Ланці та в Камбоджі) й антикомуністичними (в Анголі та Афганістані). Близькими до ідеалів соціалізму слід вважати ідеологію Палестинської держави в Лівані. Проте на перше місце там виносився арабський націоналізм.
Лідер ВПО та одночасно «паралельної держави» ставав авторитарним керманичем. Такими були: в Палестині — Ясір Арафат (з 1970 по 2005 р.), Анголі — Жонас Савімбі (1975—2001 рр.), в Західній Сахарі — Мохамед Абдельазіз (з 1976 р.), в Камбоджі — Пол Пот (1979—1998 р.), в Афганістані — Ахмад Шах Масуд (1979—2001 рр.), в Шрі-Ланці — Велупаі Прабхакаран (1983—2009 рр.). Загальний авторитарний стиль керівництва голови «паралельної держави» на місцях поступався «демократичному централізму». Це надавало «паралельній державі» демократичних рис.

## Столиці «паралельних держав»
Кожна «паралельна держава» має своєю столицю. Про це як правило заявляється офіційно. Переважно столицею стає історичний центр країни чи провінції. Здебільшого таке становище викликається політичними міркуваннями (наприклад, Єрусалим вважається палестинцями столицею їх держави, однак з 1968 р. є реальною (де-юре) столицею Держави Ізраїль). Столиця «паралельної держави» може фактично належати її уряду. Так Джафна є столицею Таміл-Іламу, а Жамба — Вільної землі Ангола.
Лідери «паралельних держав» роблять усе можливе, щоб зберегти чи відвоювати свою столицю під час бойових дій. Так Асмара — столиця Соціалістичної Еритреї, була перетворена ефіопськими військами на найпотужніший пункт їх оборони в цій провінції. Проте двічі, в 1983 р. та остаточно в 1989 р. вона була взята повстанцями ФНВЕ. В 1987 р. Джафна з великими труднощами і значними втратами була взята індійськими та шрі-ланкійськими військами, а в 1991 р. знов була відбита тамілами. Аналогічні події повторились в 1994 та в 1997 рр. Сальвадорські повстанці в грудні 1989 р. приклали масу зусиль для взяття столиці країни — міста Сан-Сальвадор, намагаючись перейти в стратегічний наступ проти уряду. Втім їх операції виявились не вдалими і громадянська війна в Сальвадорі залишилась на стадії паритету.
Особливе місце займають столиці Соціалістичної держави Таміл-Ілам Джафна й Вільної землі Анголи місто Жамба.
Джафна фактично навіть не була містом, а являла собою комплекс фортифікаційних споруд на півострові Джафна, в межах яких (чи котрого) знаходились мобільні командні й управлінські структури тамілів на спеціальному транспорті. Причому його рух здійснювався й на землі, й під землею (інколи по морю, на спеціально збудованих для цієї цілі суднах).
Жамба — спеціально створений за всіма канонами військової науки населений пункт у буші (південний схід Анголи), який є не стільки номінальною столицею ангольських повстанців, скільки їх командним пунктом. Тому його будували так, щоб ніяка розвідка, навіть космічна, не знайшла це місто. Для цього використовували спеціальне покриття дахів домівок, завдяки котрим радіопромені поглинались, а конструкція будівель була стандартною для відповідної місцевості. Розташовували об'єкти інфраструктури Жамби на великій площі, з урахуванням рельєфу. В результаті виник відносно невеликий, втім економічно розвинутий населений пункт зі всіма атрибутами цивілізації — аеропортом, готелями, пам'ятниками тощо. Протягом 12 років (з 1977 по 1989 рр.) про існування Жамби знали розвідки всіх зацікавлених в ангольському конфлікті країн, однак його місцезнаходження не було відоме. Лише після переходу ангольського конфлікту в стадію політичного врегулювання, керівництво УНІТА запросило в Жамбу представників США та СРСР. Більше того, лідери УНІТА рекламували це місто іноземним мас-медіа як приклад своєї вдалої соціально-економічної політики.

## Вексилологія «паралельних держав»
«Паралельна держава» має власну символіку, насамперед державний прапор. Його вигляд передбачає деяку зміну в разі перемоги ВПО «паралельної держави» в конфлікті, являючи собою динамічний символ (на відміну від герба, який завжди є символом статичним).
«Паралельні держави» створюють свої прапори по наступній схемі: емблема та прапор ВПО — прапор бойових формувань ВПО — прапор «паралельної держави» вже створеної ВПО — державний прапор країни (колишньої «паралельної держави» ), що перемогла у довготривалому конфлікті й офіційно визнаної світовою спільнотою.
Саме тому, прапор «паралельної держави» має як символіку ВПО, так і символи самої країни, за незалежність котрої ВПО воює. З цього виходить реальна й потенційна еволюція вексилологічних символів «паралельних держав», що суттєво відрізняє ці державні об'єднання від стандартних держав світу.
На прапорі Вільної землі Анголи (з 1976 р.) присутня емблема УНІТА — чорний півень — квача, який співає над Сонцем, що сходить і розташований ближче до правого боку. Емблема характеризує заклик до боротьби за нову Анголу і «праві» ідеали. Теоретично, квача повинен зникнути після закінчення бойових дій і перемоги Вільної землі Ангола у довготривалому конфлікті. Сонце що сходить, переміститься у центр прапора, символізуючи молоду країну, яка активно розвивається.
Аналогічно створювалась раніше й символіка ВПО МПЛА. На червоно-чорному фоні прапора була переміщена до крижа жовта п'ятикутна зірка, яка завершувала прапор цієї антипортугальської організації. Після проголошення у 1975 р. Народної Республіки Ангола, зірка — символ її вже регулярної армії, на прапорі її збройних сил була пересунена до центру, а на державному прапорі, до неї додали шестерню та тесак — символи молодого робітничого класу країни та традиційного селянства.
В основу прапора Соціалістичної держави Таміл-Ілам (1983—2009 гг.) була покладена емблема ВПО Тигри Визволення Таміл-Іламу художника Надараджані. Її розміщення на червоному полотнищі стало символом не тільки «паралельної держави» тамілів, а й прапором її армії. Ця є емблема, що була розміщена на синьому полотнищі, стала військово-морським прапором флоту тамілів.
Прапори Держави Палестини (с 1948 г.) та Сахарської Арабської Демократичної Республіки (Західної Сахари) (с 1976 г.) мають перевищення чорної стрічці над зеленою. В умовах «паралельної держави» це символізує рабство (чорний колір). В умовах війни цей колір означає колоніальне гноблення Палестини та Західної Сахари, яке ще продовжується над ісламським населенням цих країн (зелена стрічка). Центральна біла смуга символізує спрямування палестинського та західносахарського народів до свободи, а червоний трикутник у древка — прагнення до соціалізму. В разі перемоги палестинських ВПО та ПОЛІСАРІО в збройних довготривалих конфліктах з Ізраїлем та Марокко, відповідно, розташування смуг на державних прапорах вже офіційно визнаних Палестини та САДР зміниться. Чорний колір виявиться унизу прапора й буде символізувати багату родовищами палестинську та сахарську землі, тоді як зелена стрічка піде угору і означатиме перемогу ісламу над загарбниками.
|  |  |

## Збройні сили «паралельних держав»
«Паралельна держава» має і свої власні Збройні Сили, в основу розбудови яких покладений принцип всебічного озброєння народу. Вони обов'язково включають в себе регулярний та іррегулярний компоненти. Причому, хронологічно, іррегулярні підрозділи завжди виникали раніше регулярних, і в подальшому лише деякі з них перетворювалися на регулярні частини. Структурно, обидва військових компоненти дуже сильно зв'язані між собою, практично завжди мали чітку організаційну структуру і керувалися з єдиного центру (за винятком лише деяких іррегулярних формувань). При цьому, в структурі ЗС «паралельних держав» іррегулярний компонент завжди був постачальником добре підготовлених кадрів для регулярного компоненту і обов'язково виконував весь комплекс допоміжних бойових завдань — від візуальної розвідки на передових рубежах та тилового забезпечення до ведення сковувальних бойових дій оборонного характеру. Яскраво і класично це проявилося на характері дій Алжирської Армії Національного визволення у 1954—1962 рр. та Фронт Національного Визволення Південного В'єтнаму у 1959—1975 рр.
У випадках, коли ЗС «паралельної держави» вели інтенсивні бойові дії різниця між регулярним та іррегулярним компонентами проглядалася слабо. Втім, їх суттєвою характеристикою стає наявність важкої зброї та намагання вести поряд з партизанськими, ще і регулярні військові дії. Це стосувалось військових формувань в Сальвадорі, Колумбії, Західній Сахарі, Палестині, Шрі-Ланці та Камбоджі.
Географія дій збройних сил «паралельної держави» не обмежується зоною внутрішнього конфлікту, а поширюється на інші країни. Так регулярна армія САДР в 1979 р. захопленням столиці Мавританії Нуакшоту вивела цю країну з війни. Одночасно покинули зону військовий дій і французькі підрозділи, що воювали проти фронту ПОЛИСАРІО на прохання уряду Мавританії. Палестинські бійці у 1970 — 1980-х рр. здійснювали свої терористичні акції в низці країн Європи, Азії та Африки. Тамільські повстанці активно діяли на території Індії, вбивши в травні 1989 р. прем'єр-міністра цієї країни — Раджива Ганді.

### Алжирська Армія Національного Визволення (ААНВ)
Чисельно Алжирська армія Національного визволення нараховувала до 130 тисяч комбатантів і являла собою військове крило Фронту Національного Визволення Алжиру.
Політичне керівництво ААНВ здійснював Міжвідомчий керівний комітет при Тимчасовому уряді Алжиру. Безпосереднє керівництво ААНВ здійснював Генеральний штаб ААНВ, який географічно розташований був в Марокко. Оскільки регулярні збройні формування ААНВ перебували здебільшого поза межами Алжиру — в Марокко та Тунісі, для оперативного керівництва підрозділами, що діяли в Тунісі, на теренах цієї країни був створений Пункт управляння (фактично допоміжний генеральний штаб ААНВ).
Вся територія Алжиру була поділена на 6 військових округів (вілайєтів), кожен з яких, у свою чергу поділявся на військові зони (мін таки), військові райони (найї) та бойові сектора. Існувала також окрема військова база на правах вілайєту.
Регулярний компонент ААНВ (чисельність до 50 тисяч осіб) поділявся на окремі великі збройні загони (еквівалентні піхотним батальйонам 2-4 ротного складу) та малим збройним загонам (еквівалентним піхотним ротам). Кожен збройний загін включав в себе підрозділи: бойові, розвідки, зв'язку, охорони, обслуговування та логістики.
Крім того, існували й загони та невеличкі групи, призначені для диверсійно-розвідувальних цілей.
Іррегулярний компонент Фронту Національного Визволення Алжиру, який лише формально входив до складу ААНВ, включав допоміжні формування двох типів (загальна чисельність — 80 тисяч осіб):
1-ші — несли міліційну службу в межах окремого району, охороняючи та допомагаючи бойовим підрозділам, що проходили через цей район, або тимчасово були в ньому розквартировані.
2-гі — забезпечували проведення бойових операцій, виконуючи завдання по розвідці, зв'язку і т. д. Саме з цих підрозділів формувалися диверсійні групи для виконання завдань командування у тилу французьких військ.
Система комплектування ААНВ — добровільна, як особами чоловічої так і жіночої статі.. Після здобуття незалежності Алжиру у 1962 р. ААНВ, стала основою збройних сил та правоохоронних органів Алжирської Народної Демократичної Республіки.

### Національний Фронт Визволення Південного В'єтнаму (НФВПВ)
Структурно включав в себе регулярний та іррегулярний компоненти. Регулярний компонент являв собою Національно-визвольну Армію Південного В'єтнаму (НВАПВ), яка була створена 15 лютого 1961 р. Структурно вона підпорядковувалась Єдиному військовому командуванню при ЦК НФВПВ — Генеральному штабу НВАПВ. Однак, оскільки Національний Фронт Визволення Південного В'єтнаму був військовим компонентом юніоністської «паралельної держави», фактичне керівництво НВАПВ здійснювався генеральним штабом В'єтнамської Народної Армії (ВНА) в Ханої. Правомірність цього стала очевидною після 1966 р., коли фактично всі регулярні сухопутні частини ВНА опинилися на півдні В'єтнаму і воювали разом з НВАПВ.
Структурно НВАПВ будувалася на територіально-троїстої системі. Першим її компонентом були регіональні воєнні округи — корпусні командування (корпусні райони), в межах яких діяли підрозділи НВАПВ. Корпус, міг включати від 1 до 10 різноманітних за чисельністю та оснащенням піхотних дивізій та значну кількість окремих частин. Кожна піхотна дивізія НВАПВ будувалася по зразку піхотних дивізій ВНА, однак поступалась їм по технічному оснащенню. Усереднено, піхотна дивізія НВАПВ складалася з командування (штаб + політвідділ) 3-х піхотних полків та 1 артилерійського полку, підрозділів зв'язку та тилового забезпечення. В свою чергу полки мали 3 піхотних батальйони та окремий артилерійський дивізіон. Обов'язково, кожен батальйон мав мінометну батарею (60—мм та 82-мм міномети) та зенітно-кулеметну роту (до 12 12,7-мм кулеметів ДШК).
Загалом у складі НВАПВ було сформовано на 1972 р. — 23 піхотних дивізії та 6 військових округів.
Другим компонентом НВАПВ були регіональні формування, які будувалися по територіально-міліційному принципу і структурно були напіврегулярними, а по суті — партизанськими загонами. Організаційно вони являли собою стандартні піхотні батальйони та роти дуже різного за чисельністю складу. Найкращі бійці цього компоненту поповнювали піхотні дивізії та окремі частини регулярних сил НВАПВ. Діяли вони лише в межах своєї провінції.
Іррегулярний компонент Фронту Національного Визволення Південного В'єтнаму складався з різноманітних за чисельністю та структурою Народних сил. Вони являли собою фактично місцеве ополчення, озброєне застарілими системами засобів ведення війни. На них були покладені переважно допоміжні функції в межах конкретного населеного пункту — тобто зони відповідальності. За часів війни у В'єтнамі майже все населення ще з дитинства вело візуальну розвідку в інтересах партизан. З 15-літнього віку юнаки обов'язково, а дівчата добровільно поповнювали партизанські угруповання.
Особливістю особового складу НВАПВ були професійні воїни, стаж безперервної участі котрих в бойових діях проти загарбників (японців, французів, американців та маріонеткових військ Сайгону) могло сягати 25 років. Всього, за весь період бойових дій за об'єднання В'єтнаму. Збройні сили Національного фронту Визволення південного В'єтнаму втратили трохи більше 1 млн військових вбитими та приблизно 600 тисяч пораненими. Після 1 травня 1975 р. всі збройні сили НФВПВ увійшли до складу ВНА та правоохоронних органів єдиної Соціалістичної Республіки В'єтнам.

### Армія Народно-демократичної Кампчії
Структурно Фронт Національного Визволення Південного В'єтнаму слугував взірцем для формування Народно-визвольної армії Лаосу та Армії Національного визволення Камбоджі. Проте, ні в Лаосі, ні в Камбоджі «паралельні держави» по різним причинам створені не були. Фактично ці міліарні структури знаходились в тіні збройних формувань Республіки Південний В'єтнам.
Формування Армії Народно-демократичної Кампучії (або Армії «червоних кхмерів») розпочалось в лютому 1979 р., коли після успішного вторгнення ВНА у Демократичну Кампучію, режим Пол Пота і Йєнг Сарі був скинутий. Регулярні збройні сили Народно-демократичної Кампучії — 13 піхотних дивізій (кожна по 2-3 тисячі військових), вимушені були відступити у важкодоступні північно-західні райони країни на кордоні з Королівством Таїланд. При цьому, армія Кампучії значно скоротилася і через бойові втрати і через інші причини — наприклад перехід на бік ВНА 4-ї піхотної дивізії у повному складі.
Армія Народно-демократичної Кампучії як військова структура відповідної «паралельної держави» була сформована до початку 1980 р. Організаційно вона включала в себе 3 корпусних райони (армійських корпуси) — ІІ-й, III-й, IV-й (вважалось, що І-м були війська, які були ліквідовані (знищені, загинули) під час вторгнення ВНА у січні-лютому 1979 р.). Кожен з цих районів налічував 2-3 піхотні дивізії стандартної троїстої організації (штаб, 3 піхотних полки, артилерійський підрозділ).
Особливістю Армії Народно-демократичної Кампучії була відсутність чіткого розподілення підрозділів на регулярні та іррегулярні, а також відсутність будь-яких інших окремих підрозділів, окрім дивізій. Загалом було сформовано чи переформовано (однак не існували одночасно) 27 дивізій: 1-ша. 2-га, 4-та, 5-та, 7-ма, 8-ма, 9-та (в 1984 р. перейшла на бік ВНА), 10-та, 12-та, 31-ша, 302-га, 304-та, 305-та, 307-ма, 309-та, 310-та, 312-та, 315-та, 316-та, 320-та, 325-та, 329-та, 330-та, 335-та, 339-та, 341-ша, та 968-ма. Проте всі вони, за своєю чисельністю та бойовим потенціалом фактично дорівнювали піхотним батальйонам лише інколи підсилених важкою зброєю (106-мм безоткатні гармати, 81- та 82-мм міномети, 23-мм зенітні установки та інші). Втім і ступень боєздатності цих підрозділів була різною, через що і система їх постійного розформування та переформування.
На контрольованих урядом Пол Пота територіях існувала система всебічного військового обов'язку місцевого населення. Причому у лави відповідних дивізій Армії Народно-демократичної Кампучії могли брати (в тому числі й силою) юнаків віком від 13 років. Термін служби був необмежений.
Після смерті Пол Пота в 1998 р. Армія Народно-демократичної Кампучії формально припинила своє існування. Проте, її структури і досі фактично контролюють прикордонні з Таїландом райони Камбоджі.

### Збройні сили Пандшерської держави Ахмад-Шаха Масуда
Після початку війни в Афганістані (1979—1989 рр.) в Пандшерські долині Ахмад-Шахом Масудом була вироблена концепція активної оборони. Створеної у вказаній місцевості «паралельної держави», під яку були створені відповідні військові компоненти.
В своїй еволюції концепція Ахмад-Шаха Масуда пройшла 3 періоди: 1979—1986 рр. — створення і оборона Пандшерської держави; 1986—1996 рр. — перехід збройних сил Пандшерської держави до активних. В тому числі й регулярних бойових дій; 1996—2001 рр. — існування північного Альянсу і його оборона проти Талібану. В кожний з цих періодів, збройні сили Пандшерської держави проходили певну трансформацію.
На першому етапі, Ахмад-Шах Масуд створив збройні сили з двох компонентів: Сили Регіональні та Сили Центральні.
Сили Регіональні складалися також з двох компонентів:
1. Загони самооборони у кожному кишлаку «Саббета» чи «Зарбати» (різниця в термінах виключно лексична. Пов'язана з різними районами Пандшеру). Вони складалися з місцевих мешканців чоловічої статі віком від 14-15 років до майже 80-ти, здатних вести бойові дії. Стандартна чисельність таких підрозділів — 200 осіб, оснащених виключно піхотною зброєю, в тому числі й застарілих типів) й вкрай обмеженою кількістю засобів зв'язку.
2. Мобільні бойові загони «Матанга». Вони діяли на відстані до 20 км від свого кишлаку, в межах своїх постійних бойових дільниць. Чисельність кожної такої групи — 30-40 осіб, оснащених легким піхотним озброєнням та відповідними засобами зв'язку. Як засоби пересування «Матанги» мали або коней, або легкі автомобілі, схеми пікап. Комплектувалися мобільні бойові загони місцевою молоддю з відмінною бойовою та ідеологічною підготовкою.

Всі підрозділи Сил Регіональних діяли в межах 7 секторів оборони, на які був розділений весь периметр Пандшерської держави.
Сили Центральні.
Вони складались с мобільних бойових (штурмових) груп «Маутарікі». Чисельність кожної такої групи сягала 75 осіб і складалася вона зі штабного підрозділу та 7-8 низових підрозділів (фактично мотострілецьких відділень).
Низовий підрозділ Маутаріки Афганістану
1. Гранатометник;
2. Снайпер;
3. Снайпер;
4. Снайпер;
5. Автоматник (командир);
6. Автоматник (водій);
7. Автоматник (радист);
8. Автоматник;
9. Автоматник.

(усього — 9 бійців).
+ автомобиль-пікап високої проходності (джип «Тойота»).
Маутарікі комплектувалися з найбільш добре підготовлених та досвідчених бійців «Матанга», ідеологічно витриманих та особисто відданих Ахмад-Шаху Масуду. Вони оснащувалися найсучаснішою і найрізноманітнішою зброєю та засобами зв'язку. Загалом, чисельність груп Маутаріки сягала 50, з загальною кількістю особового складу — 4000 бійців.
На другому етапі, Ахмад-Шах Масуд ще більш удосконалив організаційно-штатну структуру своїх збройних підрозділів.
Сили Регіональні отримали чітку організацію сягаючи чисельності більш ніж 50000 бійців.
Тепер, кожен з 7 секторів оборони отримав 30 загонів самооборони «Саббет» по стандартній чисельності в 200 бійців, розділених вже на 4 бойові групи «Зарбати» (загалом до 6000 бійців), а також 30 мобільних бойових груп «Матанга» по 40 бійців (загалом 1200 вояків). Змінились і зони відповідальності підрозділів, у зв'язку зі збільшенням в їх складі засобів транспорту та зв'язку — одна з 4-х «Зарбати» могла діяти на відстані до 20 км від кишлаку, а «Матанга» — до 50 км.
Сили Центральні були переформовані в Армію Ісламу.
Окрім стандартних 50 «Маутаріки» тепер вони включали в себе 10 регулярних піхотних батальйонів (по 400—500 бійців) та 1 батальйон важкої зброї (до 1000 осіб). Кожен з піхотних батальйонів отримав стандартну організацію: Управління та штаб, 4 роти піхоти та роту важкої зброї. Остання складалася з взводу 107-мм китайських РСЗО тип 63, взводу 75 чи 106-мм безоткатних гармат пакистанського виробництва, взводу 82-мм мінометів (трофейних, пакистанських, китайських та власного виробництва) й взводу 12,7-мм кулеметів ДШК.
Батальйон важкої зброї складався з танкових рот та рот БМП й БТР, вся техніка котрих була захоплена в боях з радянськими та урядовими афганськими частинами. Саме ці регулярні підрозділи Армії Ісламу і брали Кабул в 1992 р..
На третьому етапі, збройні сили Пандшерської держави Ахмад-Шаха Масуда, чисельністю більш ніж 60 тисяч осіб, стали становим хребтом Північного Альянсу. На цьому етапі єдиною організаційно-штатною зміною стало перетворення деяких «Саббет» у піхотні батальйони у зв'язку зі стабільністю лінії фронту, наявності значної кількості озброєння та професійно-підготовлених бійців з великим бойовим досвідом. Крім того, частково південні райони Пандшеру були захоплені талібами, в результаті чого, місцеві вояки вимушені були переміститися на нові території і діяти вже в зовсім нових умовах.
Чітка структура Збройних сил Пандшерської держави фактично почала трансформуватися у особисті армії окремих польових командирів після трагічної загибелі Ахмад-Шаха Масуда у 2001 р.
Бойовий досвід довів, що вироблена Ахмад-Шахом Масудом військова організація є фактично ідеальною для «паралельної держави», розташованої в гірській важкодоступній місцевості.

### Збройні сили Вільної землі Ангола (Армія УНІТА)
Іншу військову організацію, адекватну місцевим умовам — в даному випадку африканського бушу, демонструють збройні сили «паралельної держави» Вільна земля Ангола, що були створені військово-політичною організацією УНІТА, на чолі з Жонасом Савімбі. Практичне оформлення їх відбувається у період з 19776 по 1978 рр., як наслідок висновків, зроблених після нещевної поразки від кубинських добровольців у 1975—1976 рр..
На 1991 р. Армія УНІТА нараховувала до 55 тисяч осіб.
Структурно вона керувалася через Командування УНИТА, яке стаціонарно було розташовано в «секретній» столиці Вільної землі Ангола, місті Жамба. Командування включало в себе Головний Штаб з радіостанцією «Жамба», Місію зв'язку з Силами Оборони Південної Африки (СОПА — збройними силами ПАР), яка постійно знаходилася у Преторії та Віндхуку, а також розвідувальні та торговельні представництва в деяких інших країнах світу (такі місії щонайменше діяли в КНР та Заїрі).
Адміністративно, вся територія Вільної землі Ангола була розділена на 5 фронтів (фактично військових округів), які в свою чергу поділялися на Командування секторів оборони (загалом таких було 22).
Структурно, Армія УНІТА поділялася на іррегулярний компонент — Сили територіальної оборони та регулярний компонент — Командування оперативних сил.
Сили територіальної оборони, загальною чисельністю до 40000 чоловік, складалися з 4 самостійних піхотних командувань сил територіальної оборони, до складу котрих входило 44-50 батальйонів територіальної оборони по 200—500 бійців — резервістів у кожному. Після 1991 р., частина піхотних батальйонів територіальної оборони розпочала переформування у 15 регулярних піхотних батальйонів (до 1994 р., тобто до моменту закінчення активних військових дій в Анголі, цей процес завершений не був).
Командування оперативних сил, загальною кількістю 15-20 тисяч бійців, професійно підготовлених (в тому числі й на теренах ПАР) з командними кадрами, які мали середню та вищу військову освіту (отримали у військово-навчальних закладах ПАР, КНР, США, та деяких інших країн, наприклад Португалії й Чилі), включало в себе наступні компоненти:
- Бригада підривників (Brigata de Atao Technica de Explosivios) — елітне військове формування УНІТА, чисельністю в 1000 бійців, яке діяло бойовими групами по 50 вояків і призначалося для проведення стратегічних диверсій в глибокому тилу противника;
- 3 мотопіхотні бригади (Brigata de Esercito), чисельністю до 3000 бійців в кожній, на оснащення котрих передавалася трофейна техніка радянського виробництва (Т-55, БТР-60ПБ, БРДМ-2 та інша). Ці підрозділи призначалися для ведення повноцінних регулярних військових дій проти анголо-кубинських військ;
- 6 Батальйонів глибокого проникнення (штурмових) (Batalhoes de Penetracao), по 600 добре підготовлених по системі спецназу бійців з різноманітною піхотною (в тому числі й важкою зброєю). Їх призначенням була глибинна розвідка, напади та диверсії;
- 10 груп спеціального призначення (Commandos Especais), чисельністю до 1000 осіб в кожній[46]. Це були добре підготовлені підрозділи, які складалися з досвідчених вояків, на озброєнні котрих перебувала переважно ллегка піхотна та спеціальна зброя. Бійці цих формувань спеціалізувалися на здобутті секретної інформації, ліквідації командних кадрів супротивника, диверсіях та глибинному проникненні в тил ворога. Як засоби висадки груп спецназу УНІТА в тили ангольських та кубинських військ використовувались в тому числі літаки, вертольоти, кораблі, катери та підводні човни СОПА.

Комплектувалися підрозділи Армії УНІТА мешканцями півдня та центру Анголи з 16 років, на підставі діючих в межах Вільної Землі Ангола законодавчих актів. Термін першочергової військової служби в силах територіальної оборони — 2 роки. Підрозділи Командування оперативних сил комплектувалися виключно добровольцями, в тому числі зі складу полонених бійців МПЛА.
Після 2001 р., збройні сили Вільної землі Ангола поступово почали скорочуватися, у зв'язку з політичним припиненням довготривалої громадянської війни в Анголі (з 1975 р.) та перетворенню УНІТА з військово-політичної організації на стандартну політичну партію. Проте. Потенціал для розгортання в повному обсязі Армії УНІТА в Анголі зберігається і досі.

### Збройні сили Маркіталії
Збройні сили колумбійських марксистських партизанів, якими була створена «паралельна держава» Маркіталія (де факто існує і зараз, займаючи майже 50 % теренів Колумбії, переважно в гірській та лісновій місцевості на півдні країни, фактично складаються щонайменше з 6 військово-політичних організацій. Всі вони об'єднані, хоча переважно лише формально через Національний Координаційний комітет імені Сімона Болівара. До складових частин збройних сил Маркіталії відносяться (по ступені впливу й чисельності, яка вказана на 1991 рік):
- Революційні збройні сили Колумбії — Армія Народу (військове крило Комуністичної партії Колумбії) — 16000 бійців;
- Армія національного визволення Колумбії (3500 бійців);
- Народна Армія Визволення Колумбії (1000 бійців);
- Індіанська повстанська бригада імені К.Ламе (500—700 бійців);
- Організація «Вільна Батьківщина» (до 500 бійців);
- Революційна партія трудящих Колумбії (менш ніж 400 бійців)[24].

Структурно, всі ці організації будувалися по єдиному принципу, в основу котрого була покладена концепція керівника Народно-революційної війни в Нікарагуа 1927—1934 рр. А.Сандіно (1895—1934), деякими партійно-регіональними відмінностями: Так, Народна Армія Визволення Колумбії включала в себе Командування та 3 фронти (приблизно по 300 бійців).
Армія національного визволення Колумбії складалася з Командування, 10 фронтів для дій в сільській місцевості (приблизно по 300 бійців) та 5 бойових загонів для дій в містах (в кожному по 100 бійців).
Найбільш чітка й ефективна структура притаманна Революційним збройним силам Колумбії — Армія Народу. Зростанні її чисельності було наступним:
1966 р. — 1 фронт (до 300 бійців);
1971 р. — 15 фронтів (4 тисячі бійців);
1981 р. — 30 фронтів (8 тисяч бійців);
1991 р. — 45 фронтів (12 тисяч бійців);
2001 р. — 60 фронтів (16 тисяч бійців);
2011 р. — 66 сільських та 4 міських фронти (16-18 тисяч бійців).
Всі ці компоненти є регулярними, які комплектуються як добровольцями так і призовниками. Окрім вказаних структур, в складі РЗСК-АН діють 130 військових трибуналів, різноманітні навчальні центри та курси, в тому числі снайперські, саперів-підривників, сільських вчителів і агітаторів тощо.
Іррегулярний компонент РЗСК-АН складається з Громадянської Боліваріанської міліції, чисельністю на початок 2000 р. — 36000 осіб. На неї покладені функції охорони тилу, логістики, ведення політичної роботи на контрольованих територіях та організації мобілізаційного резерву.

### Збройні сили Фронту Національного Визволення імені Фарабундо Марті в Сальвадорі
Сальвадорська «паралельна держава» марксистських партизан 1980—1990 рр. будувалася за аналогічною з Колумбією структурою за винятком загальної організації (дані на 1990 р.):
Фронт Національного Визволення імені Фарабундо Марті
Головне командування (5 осіб) ------ газета «Венсеремос»
- Народні сили визволенні імені Фарабундо Марті (5400 бійців);
- Революційна армія народу (4000 бійців);
- Збройні сили національного спротиву (1500 бійців);
- Революційна партія Центральноамериканських трудящих (1100 бійців);
- Збройні сили визволення (2000 бійців).

Особливістю «паралельної держави» сальвадорських партизан була наявність чисельних, але різноманітних за політичною платформою бойових угруповань, кожне з яких фактично являло собою партизанський фронт з відповідним внутрішнім поділом по концепції А.Сандіно. Причому, комплектування цих формувань здійснювалось як по добровільному принципу, так і через призов відповідного контингенту на контрольованій місцевості для тій організації, яка в попередніх боях понесла найжорстокіші втрати. Призовний вік — 18 років. Термін служби — 2 роки.

### Збройні сили Гватемальської Національної Революційної Єдності
Збройні сили Гватемальської Національної Революційної Єдності, як і в Сальвадорі, складалися з окремих військово-політичних організацій. Не дивлячись на політичну й організаційну автономію, всі вони мали єдину структуру. Кожна організація являла собою партизанський фронт, який поділявся на роти та взводи.
Чисельність ВПО Гватемальської Національної Революційної Єдності на 1991 р.:
- Партизанська армія бідняків (1500 бійців);
- Революційна організація збройного народу (800 бійців);
- Повстанські збройні сили (700 бійців);
- Гватемальська партія праці (500 бійців).

Особливістю Збройних сил Гватемальської Національної Революційної Єдності став виключно їх добровільний принцип комплектування.

### Збройні сили Сахарської Арабської Демократичної Республіки
Збройні сили САДР формувалися на теренах Алжиру, біля міста Тінденфу — тобто місцевості де де-факто існувала «паралельна держава» західних сухарців. Враховуючи обмеженість людських ресурсів, всі юнаки, які знаходились під контролем фронту ПОЛІСАРІО з 14-літнього віку призивалися до лав збройних сил САДР, а через два роки постійних бойових дій чи з 1991 р. (моменту вступу в реальну дію режиму припинення вогню) інтенсивної бойової підготовки і розвідувально-диверсійних акцій, перетворювались на професійних бійців. Потім більшість з них виходила до резерву. Втім формально, оскільки призов до регулярних частин з можливістю реальних бойових зіткнень з військами Марокко реально відбувався значно частіше ніж в Армії Оборони Ізраїлю.
Через специфіку театру — великі пустельні площі Західної Сахари, збройні сили САДР формувалися на регулярній основі й структурно являли собою стандартні бойові частини, які нагадували радянські.
Вся територія західної Сахари була поділена на 7 військових округів (зон), в кожній якій діяв окремий полк Фронту ПОЛІСАРІО. Він складався з:
- Командування та штабу;
- 2 механізованих батальйонів на БМП-1 (загальна чисельність 330 бійців);
- 1 моторизованого батальйону на повноприводних вантажних автомобілях чи пікапах (загальна чисельність 200 бійців);
- 1 артилерійський дивізіон 122-мм гаубиць (як буксова них Д-30 так і самохідних 2С1 «Гвоздика»);
- 1 танкового взводу (Т-55, Т-62);
- 1 батальйону підтримки вогневої (БРДМ-2, в тому числі з ПТРК, 122,4-мм РСЗО БМ-21 «Град», ЗСУ-23-4 «Шилка», ЗРК «Оса» та інш.);
- 1 батальйон тилового забезпечення (чисельність 330 чоловік);
- Полкова навчальна школа[49]

Фактично, кожен Полк Фронту ПОЛІСАРІО являв собою механізовану чи броне кавалерійську структуру. Призначався він для здійснення далеких пустельних рейдів — гаазі. Приблизно до середини 1980-х рр. гаазі здійснювалися переважно кінними чи автомобільними підрозділами. Навчанні з дитинства до тривалого і автономного перебування в пустелі, бійці Полків ПОЛІСАРІО здійснювали гаазі протягом цілих тижнів та навіть місяців, заради нехай одного, втім суттєвого удару по військам Марокко. В самій пустелі ними була побудована відповідна інфраструктура у вигляді замаскованих (в тому числі й підземних) місць відпочинку та зосередження.
З 1983 р. Фронт ПОЛІСАРІО почав отримувати на регулярній основі сучасну радянську бронетанкову та артилерійську техніку з Алжиру та Лівії. Проводячи на власних промислових потужностях (переважно в майстернях і на невеличких заводах)її обмежену модернізацію (монтувалися додаткові ємності для палива, води питної, продовольства та ЗІП), її також пристосовували до гаазі.
Виглядали гаазі наступним чином. Бойова група сахарців, перетинала Алжиро — Сахарський (Марокканський) кордон, виходила у відкриту пустелю. Окремий розвідувальний загін пересувався далі, тоді як основні сили бойової групи очікували від нього інформацію в спеціально створених для цих цілей укриттях — «кааба». Отримав інформацію від розвідувального загону, основні сили підрозділу, який брав участь у гаазі висувався у район перебування супротивника, після чого, провівши дорозвідку, завдавав по марокканському підрозділу удару. Далі підрозділ або повертався назад, або пересувався до іншого об'єкту удару. Як правило, гаази були ефективні й проходили з незначними втратами. Втім, коли сахарську бойову групу марокканські пілоти помічали з повітря — доля її здебільшого складалася трагічно.
В Збройних силах САДР, рівно як і в переважній більшості інших «паралельних держав», існувала і своя чітка система військових звань та знаків розрізняння (вони виходили з загальноарабських традицій).
| Військове звання            | Пустельна польова форма | Повсякденна форма |
| --------------------------- | ----------------------- | ----------------- |
| AMID Бригадний генерал      | -                       |                   |
| AQID Полковник              |                         |                   |
| MUQADDAM Підполковник       |                         |                   |
| RAID Майор                  |                         |                   |
| NAQIB Капітан               |                         |                   |
| MULAZIM AWWAL Лейтенант     |                         |                   |
| MULAZIM Молодший лейтенант  |                         |                   |
| RAQIB AWWAL Старший сержант |                         |                   |
| RAQIB Сержант               |                         |                   |
| ARIF Капрал                 |                         |                   |
| JUNDI AWWAL Молодший капрал |                         |                   |

### Збройні сили Палестинського руху спротиву
Особливістю збройних сил Палестинської «паралельної держави», була наявність кількох військово-політичних організацій, які і за часів «холодної війни» і в сучасних умовах є антагоністами по відношенню одна до одної. Проте, найбільш дієві і знакові для боротьби палестинців за незалежність військові структури створили лише дві: Організація Визволення Палестини (ОВП) та Народний Фронт Визволення Палестини та автономну організацію, яка відокремилась від нього — Народний Фронт Визволення Палестини — Головне командування (НФВП-ГК).
Структурно військові формування ОВП поділялися на регулярний та іррегулярний компоненти. Регулярний компонент ОВП — Армія Визволення Палестини складався з окремих загонів, кожен з яких мав певну спеціалізацію, а чисельно дорівнював батальйону. Так, «Загін 17» Армії Визволення Палестини, являв собою підрозділ спеціального призначення, а «Загін 14», сформований на початку 1980-х рр. — авіаційний підрозділ, що базувався на території Лівану (приблизно 2 десятки бойових (МіГ-21МФ) та транспортних (Ан-26 й "Фоккер Ф-28) літаків та вертольотів («Алует III»). Пілоти підрозділу проходили навчання в Румунії та Югославії, спецназівців готували інструктори з Сирії, НДР.
Знаки розрізняння Армії Визволення Палестини
Іррегулярний компонент ОВП складався з частин озброєних бійців в таборах палестинських біженців і міг проводити різноманітні терористичні акції проти Ізраїлю (через специфіку театру, проводити партизанські операції було не можливо), а також агітацію й пропаганду серед місцевого палестинського населення.
Регулярний компонент Народного Фронту Визволення Палестини складався з 5 піхотних батальйонів та окремого артилерійського дивізіону.
НФВП-ГК складався з Зовнішнього компоненту — 1 піхотний батальйон, група дельтапланеристів та група бойових аквалангістів, а також з Внутрішнього компоненту — автономних бойових ланцюгів, що терористичними методами діяли на теренах Ізраїлю, Сирії та Йорданії.
З підписанням у 1994 р. угод з Ізраїлем про створення палестинської Автономії, Армія Визволення Палестини фактично стала основою бойових та правоохоронних органів нового напівдержавного утворення.

### Збройні сили Соціалістичної республіки Таміл-Ілам
В структурі Збройних сил Соціалістичної республіки Таміл-Ілам були створенні чисельні регулярні та іррегулярні формування. Фактично вони являли собою 4 окремих компоненти: Регулярний, Іррегулярний, Спеціальний та Морський.
Загальне керівництво всіма Збройними силами Соціалістичної республіки Таміл-Ілам здійснював Головний Штаб через 7 Регіональних командувань, кожен з яких включав в себе декілька секторів оборони.
Регулярний компонент:
1. Регулярні бойові сили:
- Полк особистої охорони / військової ППО;
- Протитанковий полк;
- Артилерійсько-мінометний полк;
- Інженерно-артилерійський полк

2. Ударні сили:
- Ударні піхотні полки, бригади, групи;
- Жіночі полки;
- Підросткові полки.

3.Авіаційний компонент– група «Літаючи тигри».
Іррегулярний компонент:
- Громадянська (міська) міліція;
- Сільська міліція.

Спеціальний компонент:
1. Сили спеціального призначення:
- Підрозділи командос;
- Два підрозділу морських командос;
- Підрозділ бойових плавців.

2. Сили смертників:
- Підрозділи смертників;
- Підрозділи морських смертників — «камікадзе»;
- Жіночій підрозділ смертників (терористок-самогубців)[54].

Особливістю Збройних сил Соціалістичної республіки Таміл-Ілам стало активне використання всіх статево-вікових категорій тамільського населення, розпочинаючи з віку 14-15 років. Головним напрямом ідеологічної підготовки бійців Таміл-Іламу стало втілення у життя принципу жертовності заради свободи власної країни. І хоча в структурі Збройних сил Соціалістичної республіки Таміл-Ілам були створені спеціальні підрозділи смертників, потенційно, кожен таміл готувався таким чином, що б в разі необхідності він міг спеціально загинути.
Іншою особливістю Збройних сил Соціалістичної республіки Таміл-Ілам, стала наявність на їх оснащенні значної кількості зброї власного виробництва.

## Військові флоти «паралельних держав»
На відміну від багатьох ВПО, ЗС «паралельних держав» у відповідних географічних зонах мали і власні військові флоти, оснащені сучасними плавзасобами. Потреба в них з'явилася через необхідність доставляти засоби ведення війни, що були придбані за кордоном на терени «паралельної держави» і відповідним чином охороняти наявні транспортні засоби.
Відомо, що морський транспортний компонент був наявний в структурах збройних сил Республіки Південний В'єтнам, Маркіталії та Еритреї. Втім, створити бойовий компонент військових флотів. Змогли лише в Соціалістичній Еритреї та Соціалістичній Республіці Таміл-Ілам.
Лідери Фронту Національного Визволення Еритреї, з початку 1980-х рр. розпочали закупки бойових катерів в Саудівській Аравії та у Франції (встановлені типи «Ягуар», 3 одиниці — колишні торпедні західнонімецької будівлі, передані ВМС Саудівської Аравії та Р-400, французького будівництва, з артилерійсько-кулеметним озброєнням. Придбаних через підставні структури як цивільні катери). Їхні екіпажі, маючи непогану підготовку, вели себе вкрай агресивно, здійснюючи напади не тільки на бойові кораблі та катери ВМС Ефіопії, а й на бойові катери та допоміжні судна ВМФ СРСР [59]. Останні, для захисту від «еритрейських піратів», радянське військово-морське командування вимушено було озброїти 14,5-мм кулеметами КПВ згідно з мобілізаційними планами.
Приблизно аналогічну ситуацію ми спостерігаємо на Шрі-Ланці. Там, з 1983 р ВПО тамільської меншини «Тигри звільнення Таміл-Ілама» (ТЗТІ) вело бойові дії проти уряду країни, сингальского по суті. Засоби ведення війни до 1989 р таміли регулярно отримували з Індії, де проживає більш ніж п'ятидесятимільйонна тамільська громада через Полокську протоку. Враховуючи відносно спокійний характер вод цієї акваторії, а також незначні відстані, таміли використовували в основному малотоннажні судна та човни, в тому числі традиційної кустарної споруди. Кількісно й професійно слабкі ВМС Шрі-Ланки тільки наприкінці 1980-х рр. отримали можливість боротися з цією транспортною артерією тамілів. ТВТІ озброїли кулеметами, гранатометами і малокаліберною артилерією частину своїх плавзасобів, що виявилося цілком достатнім не тільки для боротьби з ВМС Шрі-Ланки, а й для протидії атакам індійських бойових кораблів, які надавали ланкійцям військову допомогу до 1991 р..
Коли ж Республіка Індія наприкінці 1980-х рр. здійснила ряд заходів з метою протидії постачанням зброї тамілам зі своєї території, ТВТІ стали закуповувати її в Бірмі та Бангладеш і відповідно транспортувати по акваторії Бенгальської затоки. Це зажадало справжніх морських суден, які ТВТІ вже мали, більше того використовувало.
… 3-6 жовтня 1988 бійці ТВТІ надали підтримку військовим Мальдівської республіки (фактично діяли повстанськими методами), які спробували повалити президента М.Гаюма. Президентським спецслужбам вдалося відбити атаки заколотників і тамільських бойовиків та запросити допомогу Індії. Уряд останньої негайно розпочало операцію «КАКТУС». Авіація, флот та спецпідрозділи Індії атакували тамільські судна і захопили одне з них «Прогрес-Лайт».
Однак до кінця століття ТВТІ володіли 11 морськими судами і цілим флотом бойових катерів, більш ніж в 500 вимпелів. Його вдалося побудувати на власних верфях. Причому значна частина тамільського «москітного флоту» була побудована за новітньою технологи «стелс». Більш того, ТВТІ стали володарями підводного човна (або підводних човнів?) й підводних диверсійних засобів найпередовіших ЗС світу.
Морська компонента Соціалістичної Республіки Таміл-Ілам — так зване Крило Морських Тигрів загальною чисельністю від 2 до 6 тисяч осіб складалося з наступних підрозділів:
- морський оперативний загін;
- ударний катерний загін «Морські тигри»;
- ударні загони смертників «Морські чорні тигри»;
- підрозділ (з кількох груп) бойових плавців «Морські леопарди»;
- 2 підрозділи (чисельністю в роту кожне) морських командос (фактично — морська піхота ТВТІ);
- інженерний загін обслуговування плавзасобів (фактично персонал таємних верфей ТВТІ);
- загін радіотехнічних засобів і засобів зв'язку (оснащений мобільними радіолокаційними станціями та спеціальною апаратурою засекреченого зв'язку);
- загін обслуговування боєприпасів;
- навчальний загін;
- загін по набору кадрів;
- загін забезпечення дій у виключній економічній зоні (загін берегової охорони — EEZ-MLST — весь особовий склад з 2000 р обмундирований в бронежилети);
- загін розвідки;
- загін обліку та розподілу матеріальних засобів;
- загін політичної пропаганди та фінансового забезпечення;
- відділ морських досліджень;
- відділ морської розвідки[60]..

Цей флот, що перевищував за своїми параметрами і бойовим якостям регулярні ВМС багатьох держав, становив особливу гордість тамілів, які вважались природженими мореплавцями. Не дивно, що тамільська флот зумів відправити на дно Індійського океану половину корабельного складу ВМС Шрі-Ланки, і зміг проводити немислимо зухвалі операції.
Корабельний склад Морського компоненту ТВТІ на 2000 р.
| Назва (за класифікацією НАТО) | Чисельність | Додаткова інформація |
| --- | ----------- | --- |
| «Midget» (над малий підводний човен) | 1           | Нетрадиційний дизайн / конструкція з гідролокатором. Здатний перевозити до місця проведення диверсії 2-3 бойових плавця. Місцевий проект, в якому були використані північнокорейські технології та технологічна допомога КНДР. Побудована в районі Джафни (здійснювались спроби будувати СМПЧ на теренах Індії та Таїланду). Ще 2 таких субмарини були знищені урядовими військами Шрі-Ланки у 1999 р., а 1 захоплений в недобудованому стані. У 2009 р. ще один такий зразок був захоплений в недобудованому стані. |
| Морські транспортні судна (далекого плавання) | 11          | Мають РЛС, систему зв'язку INMARSAT. В Полокській протоці та у прибережних водах Таміл-Іламу супроводжувались бойовими катерами ТВТІ, а тому атаки на ці плавзасобі не зафіксовані. |
| «Двора» Мк. ІІ (Швидкісні катери) | 3           | Трофейні, ізраїльської будови. Чи побудовані на Шрі-Ланці за ізраїльською ліцензією. Захоплені ТВТІ у ВМС Шрі-Ланки у 1996 та 1998 рр. |
| «WaterJet» (Скоросні великі багатофункціональні катери) | 4           | Як двигуни використовували газові турбіни, зняті зі збитих індійських та ланкійських вертольотів. Двигуни працювали на 2 навісні мотори чи водометні рушії. Озброєні кулеметами, 23-мм ЗУ-23-2. Оснащені РЛС та системами GPS-зв'язку. |
| «Mirage» (великі багатофункціональні катери) | 6           | Мали на озброєні до 3-х 23-мм АУ + ПЗРК, ПТРК, РПГ. Оснащені РЛС, гідролокаторами та системами GPS-зв'язку. |
| Стелс-човни | 8           | 2-місні, броньовані, швидкістю до 35 вузлів. Призначались для дій в ріках, біля морського узбережжя. |
| Склопластикові (фібергласові) катери (човни): 1. Тип «Muraj» (бойові та забезпечення) 2. Тип «Thrikka» (для доставки легких аквалангістів) 3. Тип «Sudai» (бойові, для нападу на морські судна). Входять до складу загону забезпечення дій у виключній економічній зоні 4. Тип «Idayan» (катери-брандери) | 500         | 1. Див. фото. 2. Бензиновий двигун, швидкість 45 вузлів, екіпаж — 4 чоловіка, озброєння — 1 кулемет; 3. Бензиновий двигун, швидкість 10 вузлів, екіпаж — 6 чоловік (2 на катері + 4 бойових плавця). Озброєння 1 кулемет. Деякі мали гідролокаційні станції. 4. Бензиновий двигун у 200 к.с. Швидкість — 45 вузлів, екіпаж 2 вояки, озброєння — 1 кулемет + заряд ВВ. |
| «Frogman Kit» (Легководолазне обладнання — акваланги замкнутого типу) | 50          | Норвезького та нідерландського виробництва. (Вага — 18 кг; 2 балони для чистого кисню об'ємом у 1 літр з механічною системою регулювання. Забезпечували дії бойового плавця на глибинах до 40 метрів протягом 3,5 годин). |
| «Підводний Скутер» (Підводні апарати руху) | 5           | - |
| Керовані торпеди підрозділу «Морські чорні тигри». | 2           | Нестандартний дизайн з незалежною силовою установкою |
| Підводні декомпресивні камери | 5           | - |

Бойові катери ТВТІ типу «Muraj» (за класифікацією НАТО).
Призначались для атаки морських суден, боротьби з патрульними катерами противника і висадки невеликих груп десанту. Побудовані в їх корпусах катери забезпечення були здатні транспортувати до 12 барелів пального (1430,4 літри).
Корпус зі склопластику (Фібергласові).
Екіпаж — 10-15 чоловік.
Енергетична установка бензинова (газолінова) складалася з 4 підвісних човнових моторів типів Johnson або Yamaha, потужністю по 200 к.с., що дозволяло розвивати максимальну швидкість в 45 вузлів. Можливе було використання і більшої кількості моторів зі збільшенням швидкості, але не більше ніж до 50 вузлів. Швидкісні та маневрені якості у катерів цього типу виявились кращими, ніж у ізраїльських катерів «Супер Двору» Мк. ІІ, які перебували на озброєнні ВМС Шрі-Ланки.
Озброєння — спарена 23-мм артустановка (переробка радянської ЗУ-23-2) і 4 7,62 мм кулемета (різних типів, в основному американських М60). Можливе було застосування з борту катерів ПЗРК і легких ПТРК.
Радіоелектронне озброєння — пошукова РЛС і апаратура VHF-зв'язку.

## Економічна складова існування «паралельних держав»
«Паралельні держави» не могли існувати спираючись лише на власні сили. Характер сучасної війни потребує чисельні засоби ведення війни. Саме тому, однією з найбільш вагомих проблем керівників «паралельних держав» є пошук джерел валютних надходжень. Як правило їх виявляється кілька, втім домінує одне. Так Ахмад-Шах Масуд активно торгував лазурітами, а латиноамериканські повстанці наркотиками (останнє спростовується заявами і реальними діями партизан РЗСК). Представники УНІТА як джерело своїх валютних надходжень використовували експорт алмазів та всіляко намагались захопити нафтові родовища. Втім, більш прибутковим та надійним засобом отримання валюти став експорт в ПАР трофейної зброї. Палестинці заробляли валюту працюючи в інших країнах (в основному в заможних державах Перської затоки та в Іраку) й воюючи в лавах ЗС Лівійської Джамахірії.
Разом з тим, лідери «паралельних держав» намагалися розвивати і власну економіку. Причому мова йде не стільки про військово-промисловий комплекс, скільки про організацію тих галузей народного господарства, що забезпечують потреби населення країни. Так, в «паралельній державі» західних сахарців, що фактично існує на теренах Алжиру навколо міста Тінденфу, створені ткацькі фабрики, птахоферми тощо. В свою чергу, Тигри Визволення Таміл-Іламу зробили ставку на створення саме ефективної, втім підпільної (партизанської) військової промисловості, використовуючи як внутрішні ресурси (податкову систему «паралельної держави», креативний інженерний потенціал тамільських патріотів) так і фінансові й технічні надходження від чисельних тамільських діаспор в Індії та країнах Європи. Це принесло свої плоди — таміли змогли налагодити виробництво артилерійсько-стрілецької зброї, боєприпасів та засобів війни на морі, до підводних човнів включно.

## «Паралельні держави» в міжнародних відносинах 1970-1990-х рр
«Паралельні держави» стали невід'ємним атрибутом довготривалих внутрішніх воєнних конфліктів 1960 — початку 1990-х рр.
Створені військово-політичними організаціями афро-азійського та латиноамериканського регіонів під час національно-визвольної та антиурядової боротьби, «паралельні держави» швидко перетворились у суб'єкт міжнародної політики, як на регіональному, так і у деяких випадках, на глобальному рівні. Їх еволюція довела те, що саме «паралельні держави» є фактичним виразником та захисником волі широких народних мас у тривалих внутрішніх конфліктах. Не дивлячись на закінчення у 1991 р. «холодної війни», «паралельні держави» не припинили свого існування. Вони лише трансформувались відповідно до нових геополітичних реалій і здебільшого, під контролем ООН, існують в умовах угод про припинення вогню.
Всі «паралельні держави» стали елементом світової політики. Щонайменше одна країна, існуюча де-юре, визнала відповідну «паралельну державу». Офіційним цей процес був не завжди. Втім, коли «паралельна держава» отримувала широке міжнародне визнання, вона перетворювалась на суб'єкт міжнародного права. Так Сахарську Арабську Демократичну Республіку, існуючу на теренах Алжиру, до 1988 р. визнали більш ніж 70 країн світу.
Фактор існування Соціалістичної республіки Таміл-Ілам виявився настільки суттєвим, що самим радикальним чином призвів до загострення не тільки індо-ланкійських відносин, але й вплинув на увесь комплекс міжнародних відносин в південній Азії. Він же сприяв постійному корегуванню внутрішньополітичного курсу Республіки Індія з 1972 по 2003 рр..
«Паралельна держава» палестинців в Лівані (з 1984 р. в Тунісі) в вересні — листопаді 1974 р. була визнана світовою спільнотою шляхом прийняття в ООН ОВП. Цей крок, став основою для вступу ОВП в інші міжнародні організації в період 1975—1978 р., такі як Ліга Арабських Держав, Рух Неприєднання тощо. Проводарями легалізації ОВП на глобальному рівні виступили СРСР та США, інтереси яких тимчасово збіглися. Таким чином, супердержави (кожна із власних міркувань і з особистими цілями) намагалися вплинути на Ізраїль.  Еритрея, в свою чергу, була визнана низкою арабських та африканських країн, насамперед Суданом, ЙАР та Саудівською Аравією, ще до офіційного проголошення незалежності в 1993 р.
Однак офіційне визнання «паралельної держави» з боку світової спільноти проходило не часто. Куди поширенішим був процес таємної підтримки «паралельної держави» з боку інших країн світу. Причому такі процеси проходили в контексті «холодної війни» між СРСР та США. Давались взнаки і радянсько-китайській ідеологічний конфлікт, який у 1980-ті рр. вийшов на глобальний рівень. Через це, існуюча де-факто в Анголі «паралельна держава» організації УНІТА офіційно визнана не була. Проте вона отримувала пряму воєнно-технічну й політичну підтримку з США та КНР. Вільна земля Анголи виявилась суб'єктом радянсько-американського та радянсько-китайського протистояння на півдні Африки. Радянській Союз вимушений був піти у 1976—1990 рр. на ескалацію конфлікту в Анголі, побоюючись переходу цієї території під вплив Китаю.
У свою чергу США визнали «Народно-демократичну Кампучію» і тим самим поглибили військово-політичний конфлікт в Камбоджі. Де-факто з 1982 р. Пандшерську державу Ахмад-Шаха Масуда вимушено було визнати й радянське військове керівництво. Тоді як уряди США, КНР, Пакистану вже вважали це державне утворення повноцінним елементом регіональної політики «Паралельні держави» в Сальвадорі та Колумбії фактично були визнані Кубою та Нікарагуа. Між тим, активізація ВПО в Латинській Америці та їх підтримка країнами соціалістичного табору, призвела до серйозної реакції Заходу. Американське вторгнення на Гренаду у 1983 р. та в Панаму в 1989 р. офіційно подавалось як намагання припинити радянську експансію в Західній півкулі. Навіть однією з причин Фолклендської війни 1982 р. за висловлюванням деяких англійських політиків між Аргентиною та Великою Британією стало саме це.

## Загибель «паралельних держав»
«Паралельні держави» виявились доволі міцними військово-політичними структурами. Жодна з них, під час «холодної війни» військовим шляхом ліквідована не була. Навпаки, в Еритреї у 1991 р. та в Афганістані у 1992 р. ЗС «паралельних держав» виграли внутрішні конфлікти. Іноді союзники «паралельних держав», які активно допомагали їм, опинялись слабшими за них. Яскравим прикладом цього став конфлікт 1983 р. між ПОЛІСАРІО та Алжиром, який закінчився поразкою останнього. Показовим стала і реальна підміна офіційно існуючих державних структур Лівану паралельними палестинськими. Все це призвело до того, що з 1973 р. палестинці фактично правили Ліваном.
В умовах відсутності глобального протистояння, марними були і міжнародні військові зусилля по знищенню «паралельної держави» УНІТА в Анголі в 1992—1996 рр. Провалом закінчились і спроби ООН вирішити в 1991—1999 рр. проблему Західної Сахари та держави «Червоних кхмерів» в Камбоджі. Єдиний результат цих процесів — припинення вогню, але не конфлікту в цілому. В результаті супротивники «паралельних держав» в 1990-ті рр. сіли за стіл переговорів з лідерами останніх. На початок 2004 р. таким чином врегульований лише один конфлікт за участю «паралельної держави» — на Шрі-Ланці. В лютому 2003 р. в Лондоні представники ТВТІ й уряду Шрі-Ланки підписали мир. Згідно з договором, таміли отримали політичну й національно-культурну автономію на півночі острову Цейлон. Крім того, на цій території скасовані всі наслідки аграрної реформи 1972 р., яка була невигідною для тамільських селян. Однак це мирне припинення довго тривалого (з 1983 р.) конфлікту виявилося тимчасовим. Уряд Шрі-Ланки, скориставшись паузою, здійснив масову закупівлю зброї за кордоном (в тому числі і в Україні), суттєво реформував регулярні збройні сили, провів доскональну розвідку та в квітні-травні 2009 р. здійснив несподіваний для тамілів масштабний наступ по всьому периметру фронту протистояння на півдні та сході острова Цейлон і за два тижня розгромив Соціалістичну республіку Таміл-Ілам. Це єдиний випадок загибелі «паралельної держави», однак він повністю закономірний і по більшості характеристик тотожній хорватській операція «Буря» по ліквідації Сербської Країни в серпні 1995 р. Головна причина загибелі держави тамілів — різка зміна характеру довготривалого конфлікту через перехід його від стадії перманентних і безперервних бойових дій у стадію стратегічної паузи. В таких умовах, офіційна держава (Республіка Шрі-Ланка), мала куди більше можливостей для здійснення військового реформування і переводу урядових збройних сил на інший рівень якості, а через це й практичної ефективності.
Шрі-Ланкійська купюра у 100 рупій, надрукована на честь перемоги над Таміл-Іламом в 2009 р. На банкноті чудово споглядають ся зразки форми одягу шрі-ланкійських вояків та бойова техніка, завдяки котрої була розгромлена Соціалістична республіка Таміл-Ілам: танк Т-55, бойовий вертоліт Мі-24В (поставлений з України), винищувачі–бомбардувальники «Кфір С.7» ізраїльського виробництва, та флагман ланкійського військового флоту — патрульний корабель «Сайура»
(архів автора)